# Tom Hedqvist
Tom Göran Tage Hedqvist, född 29 februari 1948 i Stockholm, är en svensk formgivare inom främst grafisk form och textil.
Tom Hedqvist är son till konstnären Tage Hedqvist och modetecknaren Britta Hedqvist (1906–1972). Han växte upp på Thielska galleriet i Stockholm, där hans far hade en ateljé och bostad. Han utbildade sig på Anders Beckmans skola 1968–1972.
Han var en av grundarna av 10-gruppen 1970, och sedan dess arbetat inom denna. Mellan 1994 och 2000 var han professor i grafisk design vid Konstfack i Stockholm. Under 1990-talet var han också åren 1995–2000 konstnärlig ledare för Orrefors glasbruk. Han var därefter 2000–2013 rektor för Beckmans designhögskola i  Stockholm. Mellan juli 2013 och maj 2015 var han chef för Röhsska museet i Göteborg.
Han formgav 1992 Arlas randiga mjölkpaket med olika färger för olika sorters mjölk. Hedqvist är representerad vid bland annat Nationalmuseum i Stockholm.